# Running Football Club Jemeppe
Royal Running Football Club Jemeppe was een Belgische voetbalclub uit Jemeppe-sur-Meuse. De club was aangesloten bij de KBVB met stamnummer 292. De club speelde in haar geschiedenis één seizoen in de nationale reeksen.

## Geschiedenis
Running Football Club Jemeppe werd op 19 augustus 1919 opgericht door de samensmelting van Football Club de Jemeppe (die zo schrapping vermeed) en Jemeppe FC (die terugkeerde naar de KBVB na een periode in een rivaliserende competitie genaamd "Union Socialist". ). Running FC Jemepp sloot zich aan bij de KBVB op 15 juni 1923. De keuze voor de term "Running" is waarschijnlijk een herinnering aan Running Club Jemeppe, dat werd opgericht op initiatief van spelers van RFC Liège. 
Het enige seizoen op nationaal niveau eindigde de club op een voorlaatste plaats waardoor het meteen degradeerde.
In 1951 kreeg de club de koninklijke titel. Tien jaar later, op 16 oktober 1961 werd het stamnummer geschrapt.

## Resultaten
| Seizoen | Klasse | Klasse | Klasse | Reeks         | Punten | Opmerkingen |
|         | I      | II     | III    |               |        |             |
| ------- | ------ | ------ | ------ | ------------- | ------ | ----------- |
| 1931/32 |        |        | 13     | Bevordering B | 20     |             |